# Реске
Реске (мађ. Röszke) је погранично село код мађарско—српске границе у близини Сегедина, жупанија Чонград-Чанад у републици Мађарској. По последњем попису из 2008. године село има 3.364 становника.

## Географске одлике
Реска лежи на потезу између реке Тисе и мађарско-српске државне границе. Од Сегедина је удаљена 11 километара а од државне границе 3 километра. До села се може стићи са ауто-путем М5.

### Путне везе
До Реске се може стићи са ауто-путем М5. Такође постоји и железнички прилаз до Реске.

## Знаменитости
- У парку уметности се налази спомен плоча погинулима у Првом светском рату и споменик Имре Нађу, мађарском политичару.

Види још: Хоргош (Србија)

## Познати Решчани
- Шандор Рожа, 1813. му је већ и отац био познат, прву велику пљачку је извео 1836. године.

## Братски градови
- Кањижа  Србија
- Тормак, Тамишки округ, Румунија